# Saint-Paul-le-Froid
Saint-Paul-le-Froid là một xã ở tỉnh Lozère trong vùng Occitanie, phía nam nước Pháp.